# خالد جرار
خالد جرار (1976-) هو مخرج وكاتب فلسطيني ولد في مدينة جنين ويقيم في رام الله. شارك بالعديد من المعارض الفنية، وقام بإخراج الفيلم الوثائقي الطويل (متسللون) في عام 2012، وحاز على العديد من الجوائز.

## نشأته وتعمليه
درس خالد في مدارس جنين حتى الثانوية العامة، وحصل على دبلوم التصميم الداخلي من جامعة بوليتكنك فلسطين في الخليل عام 1996. ثم التحق بقوات الأمن الفلسطينية عام 1998، ونال درجة البكالوريوس في الفنون من الأكاديمية الدولية للفن المعاصر في رام الله عام 2011. كما حصل على درجة الماجستير في الفنون الجميلة والتصوير الفوتوغرافي من جامعة أريزونا في أمريكا في العام 2019.

## عمله وأسلوبه الفني
عمل خالد في مجال التصوير الفوتوغرافي والفيديو والأداء والأفلام، لإنشاء أعمال تعالج التوترات السياسية والصراعات اليومية التي تشوب الحياة في فلسطين. فتقدم أعماله التساؤلات حول الظلم والقهر والاضطهاد الذي ترتكبه دول الاستعمار، بينما تستكشف إمكانية المقاومة من خلال الفن والتفاعل، فضلا عن صمود الشعب الفلسطيني في الحياة اليومية وما تشكله الحدود من آثار على الفعل الإنساني. ويسعى في أعماله إلى إعادة الحضور والقوة للمجتمعات المهمشة في وجه السلطة والأنظمة القمعية.

## المعارض والمقتنيات

### المعارض الفردية المختارة
- معرض "القلاع التي بنيت من الرمال ستنهار" عام 2016، جاليري أيام، دبي.
- معرض في جاليري Art Bartsch & Cie عام 2015، جنيف، سويسرا.
- معرض "أداعب الزناد" عام 2014، جاليري ون، رام الله. وجاليري بولاريس، باريس.
- معرض "جندي مطيع" عام 2012، جاليري بولاريس ، باريس.
- معارض "ع الحاجز"، "الفضاء العام عند حاجز حوارة"، و"حاجز قلنديا"، في حدثين بتواريخ مختلفة عام 2007، نابلس ورام الله.

### المعارض الجماعية المختارة
- معرض "دم للبيع" عام 2018، جاليري Open Source، بروكلين، نيويورك.
- معرض "لا يمكنك تحريك زهرة دون إزعاج نجمة" عام 2015، جاليري Art Brtschi & Cie ، جنيف.
- معرض الكتيبة عام 2014، جاليري Art Brtschi & Cie ، جنيف.
- معرض رسم خرائط عام 2013، بينالي الشارقة الحادي عشر.
- معرض "الشوارع التي ليس لها اسم" عام 2012، جاليري فوتو ، أوسلو.
- معرض اليوم العالمي للمهاجرين عام 2011، متحف كوينز للفنون، نيويورك.
- معرض مهرجان BFI London Film Festival عام 2010، لندن، المملكة المتحدة.
- معرض فلسطين في كوبنهاغن عام 2009، كوبنهاغن، الدنمارك.
- معرض القدس عاصمة الثقافة العربية عام 2009، القدس.
- معرض "نحو مستقبل الحاضر" عام 2008، مهرجان لوفوتين الدولي للفنون، النرويج.

### مقتنيات
- مؤسسة بارجيل للفنون، الشارقة.
- مؤسسة دار النمر، بيروت.
- متحف الفن المعاصر، موكا توسان.

## الجوائز
حاز خالد جرار على عدد من الجوائز، ومنها:
- جائزة النقاد لأفضل فلم وثائقي في مهرجان دبي السينمائي التاسع.
- جائزة جولد هوجو لأفضل فلم وثائقي في مهرجان شيكاجو للفيلم الفلسطيني.
- جائزة زمالة الجامعة في جامعة أريزونا عام 2016.